# Gabriela Svárovská
Gabriela Svárovská (* 17. července 1972, Praha) je česká politička, bývalá diplomatka a novinářka, od listopadu 2024 spolupředsedkyně Zelených. Působí jako lidskoprávní aktivistka a publicistka, expertka na zahraniční a bezpečnostní politiku.

## Osobní život
Narodila se v Praze. Po maturitní zkoušce na Gymnáziu Jana Keplera vystudovala žurnalistiku na Fakultě sociálních věd Univerzity Karlovy, kde získala magisterský titul. Poté studovala antropologii na Fakultě humanitních studií Univerzity Karlovy, kde získala doktorský titul. Jako novinářka pracovala v České televizi a Českém rozhlase. V roce 2015 se stala zakladatelkou nadačního fondu Prague Civil Society Centre, jehož zaměřením je podpora ochrany demokracie a lidských práv. Ve fondu působila v letech 2015–2022 jako programová ředitelka. Od roku 2024 pracuje jako konzultantka. Je rovněž publicistkou a přednáší.
V 90. letech 20. století byla vdaná za herce Vladimíra Dlouhého a používala jméno Gabriela Dlouhá. Spolu měli dceru Danielu (* 1997). Od října 2008 je vdaná za diplomata a youtubera Martina Svárovského, žije v Praze. V letech 2010–2014 žila ve Varšavě.

## Politické působení
Pracovala v Kanceláři prezidenta republiky, kde působila během funkčního období prezidenta Václava Havla. Poté pracovala na Ministerstvu zahraničních věcí, kde se angažovala v době českého předsednictví v Radě Evropské unie v roce 2009. Při svém působení na ministerstvu založila v roce 2004 Program transformační spolupráce, ze kterého jsou financovány projekty českých nevládních organizací na podporu lidských práv a projekty na podporu ochrany demokracie. Na mezinárodních jednáních delegace Evropské unie.
Je členkou Strany zelených. V prezidentských volbách v roce 2023 podporovala senátora Marka Hilšera, jehož byla zároveň poradkyní. Ve volbách do Evropského parlamentu v roce 2024 kandidovala z 5. místa kandidátní listiny strany. Strana však získala pouze 1,55 % hlasů a žádný mandát nezískala. K roku 2024 byla spolupracovnicí platformy Přátelé svobodného Ruska, která se zabývá podporou ruských disidentů. Zasazuje se o podporu Ukrajiny a ruské a běloruské opozice. Již při protestech v Bělorusku po prezidentských volbách v roce 2020 podporovala zavedení sankcí namířených proti představitelům Běloruska. V březnu 2024 se stala členkou předsednictva Zelených. V listopadu 2024 byla zvolena spolupředsedkyní strany společně s Matějem Pomahačem.
Ve sněmovních volbách v roce 2025 kandiduje z pozice členky Zelených na 12. místě kandidátní listiny Pirátů v Praze.